# Araguaína Futebol e Regatas
O Araguaína Futebol e Regatas é um clube brasileiro de futebol da cidade de Araguaína no estado do Tocantins, também conhecido como Tourão do Norte. O clube é o sucessor do Araguaína Futebol Clube criado em 1979 e extinto em 1996.

## História
O Araguaína foi fundado em 28 de fevereiro de 1997, é o clube de maior torcida do estado do Tocantins. Conhecido como “Tourão do Norte” o Araguaína é sucessor do extinto Araguaína Futebol Clube, agremiação fundada em 1979 que se desligou oficialmente da Federação Tocantinense de Futebol em 1996. O apelido “Tourão do Norte” é uma alusão ao mercado agropecuarista do município referindo a cidade de Araguaína é conhecida como “A capital do boi gordo” pelo grande número de rebanhos e bovinos que fazem da cidade a maior exportadora de carne bovina do estado do Tocantins.
No ano de 2004, chegou pela primeira vez a uma decisão do Campeonato Tocantinense, perdendo o título para o time da capital do Tocantins o Palmas. Em 2005, foi novamente vice-campeão estadual. A primeira conquista do Campeonato Tocantinense ocorreu em 2006, quando bateu o Tocantinópolis na final. No mesmo ano, participou do Campeonato Brasileiro da Série C, terminando na trigésima oitava colocação. Na edição de 2007 da competição, mesmo tendo realizado a melhor campanha de seu grupo, o Araguaína acabou perdendo 12 pontos nos tribunais, devido à escalação do jogador Eucimar de forma irregular em duas partidas, o clube conseguiu recorrer, porém, a terceira fase da competição já estava sendo disputada e a equipe não conseguiu ser novamente incluída.

### Anos de Ouro
Em 2009, foi um ano excelente para o Tourão do Norte, primeiramente porque houve a construção de um novo estádio na cidade, o Mirandão. A partida de inauguração foi contra o Goiás, em que o esmeraldino venceu por 2 a 1, o Araguaína chegou a final do Campeonato Tocantinense pela quinta vez em seis anos. Fazendo uma boa campanha no estadual, o Tourão chegou até a finalíssima contra o poderoso Palmas, arrancando um empate na capital por 1 a 1. Jogando em casa o clube empatou em 2 a 2 e venceu o Palmas por 5 a 3 nos pênaltis e conquistou seu segundo título. Representou o estado do Tocantins na Copa do Brasil de 2010, competição da qual foi eliminado na primeira fase pelo Guarani de Campinas.
No dia 16 de outubro de 2010, o Araguaína tornou-se a primeira equipe tocantinense a subir de divisão no Campeonato Brasileiro, sendo promovido da Série D para a Série C. A partida que decretou a ascensão do clube, válida pelas quartas-de-final da competição, foi contra o Uberaba. Após um empate sem gols no tempo normal, o Araguaína venceu a disputa de pênaltis por 3 a 2, com atuação destacada do goleiro Huanderson, que defendeu três cobranças. Além do acesso, o clube garantiu vaga nas semifinais da Série D. Porém, não conseguiu chegar às finais, sendo eliminado pelo Guarany de Sobral com dois empates.

### A crise
Em 2011 o Clube não fez boas campanhas nas competições que disputou. No primeiro semestre, disputou o Campeonato Tocantinense, onde a equipe não foi muito bem e acabou rebaixada. No segundo semestre, jogou a segunda divisão do estadual e não conseguiu o acesso. Na Série C, ficou com apenas 1 ponto no Grupo A da competição e foi rebaixado.
Em 2012, começou o ano Sonhando em herdar a vaga do Rio Branco-AC que havia sido punido pela Quarta Comissão Disciplinar do Superior Tribunal de Justiça Desportiva (STJD), mais depois de muita confusão, foi decretada o rebaixamento do Araguaína.
Em 2016, o clube sofreu um novo rebaixamento no estadual, em uma partida polêmica pela ultima rodada. A segundona seria disputada no mesmo ano, porém em uma manobra da Federação Tocantinense de Futebol, conseguiu tirar o time por 3 anos do cenário futebolístico regional.

### A volta
Após 4 anos sem jogar nenhuma competição estadual, em 2023 o Araguaína voltou a cenário do futebol profissional do estado do Tocantins para jogar a segunda divisão do campeonato tocantinense, conseguiu o acesso e o vice-campeonato.

## Títulos
|           |                                      |         |             |
| ESTADUAIS |                                      |         |             |
|           | Competição                           | Títulos | Temporadas  |
|           | Campeonato Tocantinense              | 2       | 2006 e 2009 |
|           | Campeonato Tocantinense - 2ª Divisão | 2       | 2012 e 2017 |

### Categorias de base
Juniores
| Estaduais | Estaduais                           | Estaduais | Estaduais   |
|           | Competição                          | Títulos   | Temporadas  |
| --------- | ----------------------------------- | --------- | ----------- |
| Tocantins | Campeonato Tocantinense de Juniores | 2         | 2008 e 2013 |

## Campanha regional de destaque
- Vice-Campeão da Copa Meio-Norte "Ferreirinha":[16] 1

(2000).

## Estatísticas

### Participações
|  | Participações em 2026 |

| Competição | Competição              | Temporadas | Melhor campanha       | Estreia | Última | P | R |
| Tocantins  | Campeonato Tocantinense | 21         | Campeão (2006 e 2009) | 1997    | 2026   |   | 4 |
| Tocantins  | Segunda Divisão         | 6          | Campeão (2012 e 2017) | 2011    | 2023   | 4 |   |
| Brasil     | Série C                 | 3          | 20º colocado (2011)   | 2006    | 2011   | – | 1 |
| Brasil     | Série D                 | 3          | 3º colocado (2010)    | 2010    | 2026   | 1 |   |
| Brasil     | Copa do Brasil          | 3          | 1ª fase (2007 e 2010) | 2007    | 2026   |   |   |

### Desempenho em competições oficiais
Campeonato Tocantinense
| Ano  |      |      |      | 1993 | 1994 | 1995 | 1996 | 1997 | 1998 | 1999 |
| Pos. |      |      |      | —    | —    | —    | —    | 3º   | 7º   | —    |
| Ano  | 2000 | 2001 | 2002 | 2003 | 2004 | 2005 | 2006 | 2007 | 2008 | 2009 |
| Pos. | —    | —    | 9º   | 8º   | 2º   | 2º   | 1º   | 2º   | 7º   | 1º   |
| Ano  | 2010 | 2011 | 2012 | 2013 | 2014 | 2015 | 2016 | 2017 | 2018 | 2019 |
| Pos. | 2º   | 7º   | —    | 7º   | 6º   | 6º   | 7º   | —    | 6º   | 9º   |
| Ano  | 2020 | 2021 | 2022 | 2023 | 2024 | 2025 |      |      |      |      |
| Pos. | —    | —    | —    | —    | 3º   | 2º   |      |      |      |      |
| ---- | ---- | ---- | ---- | ---- | ---- | ---- | ---- | ---- | ---- | ---- |

Campeonato Tocantinense - 2ª Divisão
| Ano  | 2011 | 2012 | 2013 | 2014 | 2015 | 2016 | 2017 | 2018 | 2019 |  |
| Pos. | 3º   | 1º   | 2º   | —    | —    | 8º * | 1º   | —    | —    |  |
| Ano  | 2020 | 2021 | 2022 | 2023 | 2024 |      |      |      |      |  |
| Pos. | D    | —    | —    | 2º   | —    |      |      |      |      |  |
| ---- | ---- | ---- | ---- | ---- | ---- | ---- | ---- | ---- | ---- |  |

* Foi suspenso por ter descumprido uma decisão da Justiça Desportiva do Futebol do Tocantins de pagar uma multa envolvendo um caso de agressão ocorrido na Primeira Divisão de 2016.
Campeonato Brasileiro - Série C
| Ano  | 2000 | 2001 | 2002 | 2003 | 2004 | 2005 | 2006 | 2007 | 2008 | 2009 |
| Pos. | —    | —    | —    | —    | —    | —    | 38º  | 33º  | —    | —    |
| Ano  | 2010 | 2011 |      |      |      |      |      |      |      |      |
| Pos. | —    | 20º  |      |      |      |      |      |      |      |      |
| ---- | ---- | ---- | ---- | ---- | ---- | ---- | ---- | ---- | ---- | ---- |

Campeonato Brasileiro - Série D
| Ano  | 2010 | 2012 |
| Pos. | 3º   | 40º  |
| ---- | ---- | ---- |

Copa do Brasil
| Ano  | 2007 | 2010 |
| Pos. | 51º  | 50º  |
| ---- | ---- | ---- |

Legenda:
| Campeão Vice-campeão | Rebaixado à divisão inferior Acesso à divisão superior |